# Ophrys diakoptensis
Ophrys diakoptensis är en orkidéart som beskrevs av M.Bayer. Ophrys diakoptensis ingår i ofryssläktet, och familjen orkidéer.
Artens utbredningsområde är Grekland. Inga underarter finns listade i Catalogue of Life.